# 波季達爾
47°39′41″N 33°23′54″E / 47.66139°N 33.39833°E
波季達爾（烏克蘭語：Подидар），是烏克蘭中部的村莊，隸屬第聶伯羅彼得羅夫斯克州的克里維里赫區。該村距離奧德拉德涅和克拉夫齊1.5公里，海拔高度87米，2001年人口11。